# Budapest XIV. kerülete

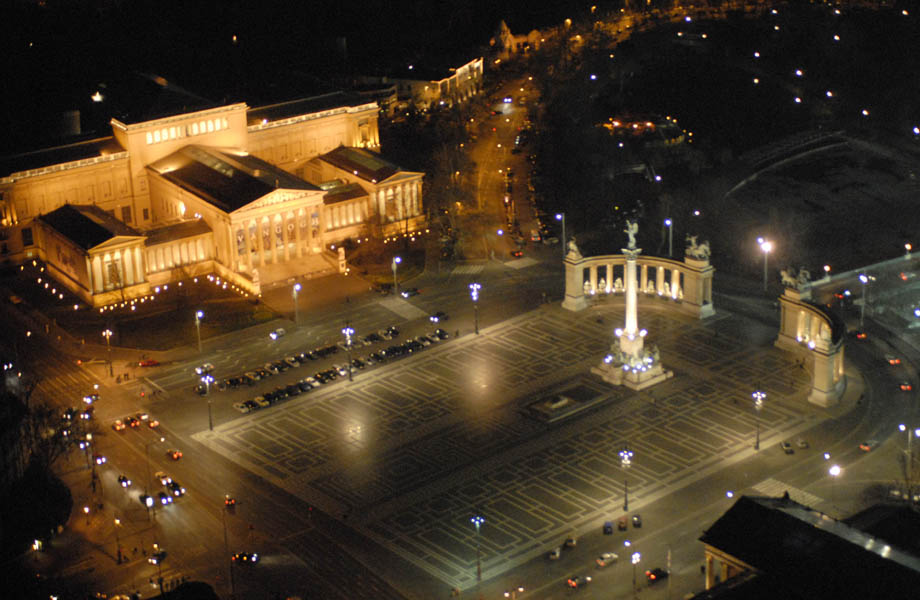
A Hősök tere éjszaka

Zugló városrészei

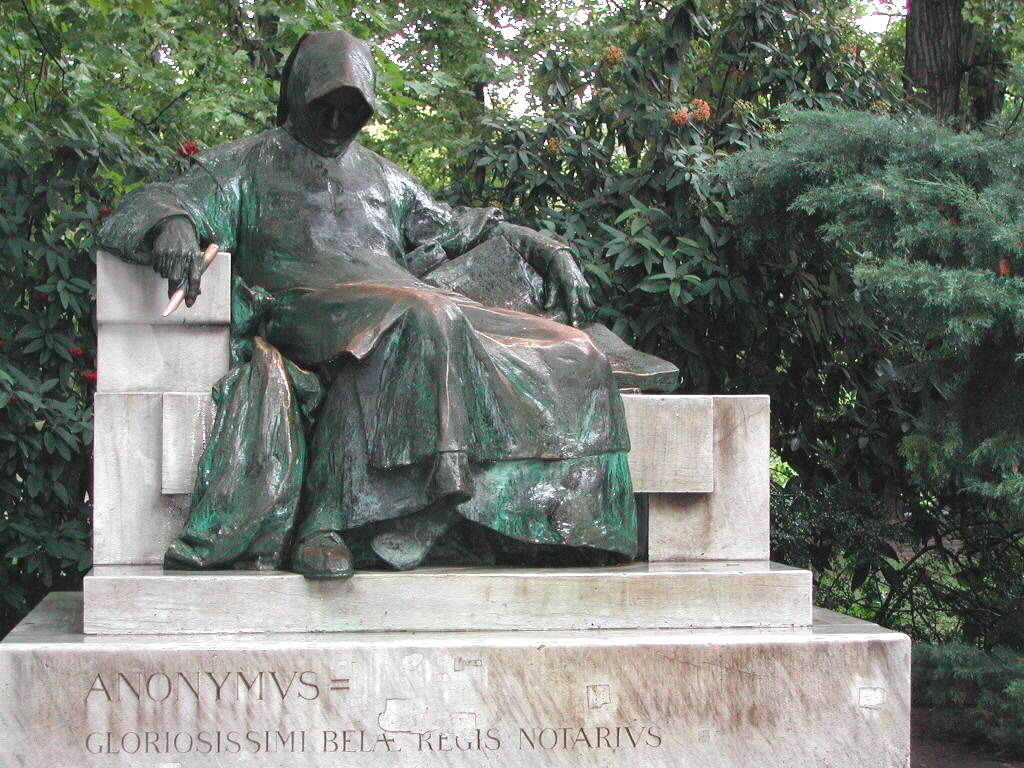
Anonymus szobra a Vajdahunyad várában

Budapest XIV. kerülete a főváros pesti oldalán található. Történelmi neve Zugló, a kerületi önkormányzat is ezt használja hivatalos névként, régi német neve Lerchenfeld. Közepes méretű, területe 18,15 km², azonban több mint 123 ezer ember otthona, így a főváros harmadik legnépesebb kerülete (a pesti oldalon a legnépesebb). Számos olyan középületet találunk itt, melyek országos kulturális, sportcélú feladatot látnak el. A belvároshoz viszonylag közel található. Nagy része zöldövezet, ezért nevezhetjük Pest tüdejének is, 240 hektár zöldfelület található területén, beleértve a főváros egyik legnagyobb parkját, a Városligetet is. Számos lakótelepe közül a legnagyobb a Füredi utcai.

## Nevének eredete
A Zugló név keletkezését kétféleképpen magyarázzák. A Magyar Nyelvőr folyóirat szerint a ’szuglyó’ vagy a ’zugla’ szó a 19. századi nyelvhasználatban sarkot, zugot, kuckót vagy zsákutcát jelentett, azaz „Zugló” a tágas pesti határ egy kis sarka volt. A másik elképzelés szerint a ’szugló’ német eredetű szó, és mocsárlyukat jelent. Zuglót egészen a 19. század végéig Szuglónak nevezték, ennek emlékét őrzi a mai Szugló utca.

## Fekvése
A mai Zugló Budapest XIV. kerülete, a város centrumától keletre található, Pest középső részén. Észak-déli irányban Észak-Pestet és Dél-Pestet, kelet-nyugat irányban a belvárost és a külső kerületeket köti össze. Mintegy 18,15 km2 területen fekszik. Területe alapján a főváros közepes nagyságú kerületei közé tartozik.
A legtöbb kerületszomszéddal rendelkező budapesti kerület: északon a IV. kerület, északnyugaton a XIII., északkeleten a XV., keleten a XVI., délkeleten a X., délen VIII., délnyugaton pedig a VI. és VII. határolja.
Határai a Stadionok metróállomástól, az óramutató járása szerint körbe: Dózsa György út, Vágány utca, Dévényi út, Tatai utca, Rákospalotai körvasút sor, Szuglói Körvasút sor, Kerepesi út.
Jó tömegközlekedési kapcsolatai vannak Észak-Budával, az Árpád híd vonalán és Pest belső területeivel az Andrássy út, a Thököly út és a Kerepesi út mentén, Csömör, Kerepes, Kistarcsa, Mogyoród, Gödöllő agglomerációs településeivel a H8-as és H9-es HÉV-vonal révén. A Csömöri út pedig Újpalota lakótelepével köti össze. Két vasútállomása van, Rákosrendező és Zugló. Az állomásokat érintő vasútvonalak budapesti végállomása a Nyugati pályaudvar; Rákosrendezőről észak felé (Budapest–Esztergom, Budapest–Szob, Budapest–Vácrátót–Vác), míg Zugló megállóhelytől kelet (Budapest–Cegléd–Szolnok) és délkelet (Budapest–Lajosmizse–Kecskemét) felé mennek vasútvonalak.

## Városrészei
Alsórákos, Herminamező, Istvánmező, Kiszugló, Nagyzugló, Rákosfalva, Törökőr, Városliget

## Története
A mai kerület helyén volt a történelmi Rákos mezeje, amely a középkorban lakatlan, erdős-mocsaras vidék volt. Itt tartották a középkori magyar országgyűléseket és itt emelték 1445-ben Hunyadi Jánost Magyarország kormányzói méltóságába. A Rákos-patak mellett rákászok, a Városliget területén vadászok tanyáztak. A vidék Pest város fejlődésével a 17. században egyre kopárabbá vált, mivel az építkezésekhez szükséges faanyagot itt vágták ki.I. Lipót német-római császár a területet Pest városának adományozta. A város a 18. század közepén újra fásíttatta a vidéket, főleg fűzfák ültetésével.
1842-ben itt kezdték József nádor elhunyt leánya tiszteletére a Hermina-kápolna építését. A Herminamező, s vele Zugló története ettől a naptól datálódik. A város terjeszkedésével, majd a Városliget kialakulásával a 19. században a terület kopár sivatagból lassan kultúrterületté és településhellyé vált. A 19. század elején – 1850 körül – jelentek meg az első villák a mai Hermina út környékén és az Ajtósi-Dürer sor elején, a többi terület azonban lakatlan volt. Az 1880-as, 1890-es években kezdett beépülni a Thököly út és az Erzsébet királyné útja, a századfordulón a Bosnyák tér környéke.
A Városliget a millenniumi ünnepségek alkalmára épült, 1896-ra készült el a Műcsarnok és 1906-ra a Szépművészeti Múzeum. Szabályozták a Városligeti tavat, feltöltötték a Páva-sziget két csatornáját és a tóba vezették a Rákospatakot. Kialakították a városligeti körutat. Megépült a híres Vajdahunyad vára és a Hősök tere.
A századforduló előtt – a londoni után – másodikként Európában elkészült a Millenniumi Földalatti Vasút egy szakasza is. Zuglónak a századforduló elején kialakult úthálózata átgondolt városfejlesztés eredménye. A sugárirányú úthálózat jelentős forgalmat bonyolít le, tekintettel arra, hogy Zugló a főváros központja és az ún. „alvó városrészek”, valamint az agglomeráció között helyezkedik el. A mai kerület külső részein a 20. század elején indult meg az iparosodás.
A XIV. kerületet 1935. június 15-én alakították három másikkal (XI-XIII.) együtt. Területe korábban a VI., VII. és X. kerületekhez tartozott. A második világháború utáni évtizedekben több lakótelep épült (például a Füredi utcai, Kerepesi úti, Nagy Lajos király úti, Kacsóh Pongrác úti). 1980-ban Zuglóban nyitották meg az ország első, nyugati módon felépített üzletközpontját, a ma is működő Sugárt. Az üzletközpontot 2004-ben korszerűsítették, mozit és más szórakoztató létesítményeket hoztak benne létre, így a Zuglói Mozi, Éva Mozi, Sport Mozi bezárását követően ismét van Zuglónak saját mozija.
Az 1972-es zuglói paneltűz a főváros legnagyobb tűzesete volt.
A 2022-től épülő zuglói irodanegyed a Bosnyák tér és a Rákospatak között a rendszerváltás utáni Budapest legellentmondásosabb beruházásai közé tartozik.

## Népesség
A XIV. kerület lakónépessége 2022. október 1-jén 118 705 fő volt, ami Budapest össznépességének 7%-át tette ki. A 2011-es népszámlálás óta 8305 fővel csökkent a kerület lakosság száma. Ebben az évben az egy km²-re jutó lakók száma, átlagosan 6547 ember volt. A XIV. kerület népesség korösszetétele igen kedvezőtlen. 2022-ben a kerület lakónépességének a 12%-a 14 évnél fiatalabb, míg a 65 éven felülieké 22% volt. 2021-ben a férfiaknál 74,3, a nőknél 79 év volt a születéskor várható átlagos élettartam. A legmagasabb befejezett iskolai végzettség szerint a diplomával rendelkezők élnek a legtöbben a kerületben 45 262 fő, utánuk következő nagy csoport az érettségi végzettséggel rendelkezők 37 293 fővel. 2022-ben a 6 évnél idősebb népesség 89,7%-nál volt internet elérési lehetősége. A népszámlálás adatai alapján a kerület lakónépességének 15,4%-a, mintegy 18 307 személy vallotta magát valamely kisebbséghez tartozónak. A kisebbségek közül ukrán, német és kínai nemzetiségűnek vallották magukat a legtöbben.
A 19. század utolsó harmadától a XIV. kerület lakosságszáma egyenletesen növekedett, egészen a második világháborúig. Az 50-es évektől dinamikusan nőtt a kerület népessége egészen 1980-ig. A legtöbben 1980-ban éltek a kerületben 168 020 fő. A 80-as évektől, egészen napjainkig csökken a kerület népességszáma, ma már kevesebben laknak a XIV. kerületben, mint 1970-ben.
A 2022-es népszámlálási adatok szerint a magukat vallási közösséghez tartozónak valló XIV. kerületiek túlnyomó többsége római katolikusnak tartja magát. Emellett jelentős egyház a kerületben, még a református.

### Iskolai végzettség
| Iskolai végzettség                | Iskolai végzettség               | Iskolai végzettség | Iskolai végzettség | Iskolai végzettség |
| --------------------------------- | -------------------------------- | ------------------ | ------------------ | ------------------ |
|                                   |                                  |                    |                    | fő                 |
| Általános iskolát nem végezte el  | Általános iskolát nem végezte el |                    | 8094               | 8094               |
| Általános iskola                  | Általános iskola                 |                    | 12530              | 12530              |
| Szakmunkás                        | Szakmunkás                       |                    | 9123               | 9123               |
| Érettségi                         | Érettségi                        |                    | 37293              | 37293              |
| Diploma                           | Diploma                          |                    | 45262              | 45262              |
| A 2022. évi népszámlálás szerint. |                                  |                    |                    |                    |

A 2001-es népszámlálási adatok alapján, a XIV. kerületben a legmagasabb befejezett iskolai végzettség szerint az érettségi végzettséggel rendelkezők éltek a legtöbben 40 352 fővel. Második legnagyobb csoport az általános iskolai végzettséggel rendelkezőek voltak 27 998 fővel, utánuk következett a diplomával rendelkezők 25 402 fővel, az általános iskolai végzettséggel nem rendelkezők 14 119 fővel, végül a szakmunkások 9443 fővel.
A 2011-es népszámlálási adatok alapján, a XIV. kerületben a legmagasabb befejezett iskolai végzettség szerint az érettségi végzettséggel rendelkezők éltek a legtöbben 41 959 fővel. Második legnagyobb csoport a diplomával rendelkezőek voltak 39 052 fővel, utánuk következett az általános iskolai végzettséggel rendelkezők 18 702 fővel, a szakmunkás végzettséggel rendelkezők 10 635 fővel, végül az általános iskolai végzettséggel nem rendelkezők 8360 fővel.
A 2022-es népszámlálási adatok alapján, a XIV. kerületben a legmagasabb befejezett iskolai végzettség szerint a diplomával rendelkezők éltek a legtöbben 45 262 fővel. Második legnagyobb csoport az érettségi végzettséggel rendelkezőek voltak 37 293 fővel, utánuk következett az általános iskolai végzettséggel rendelkezők 12 530 fővel, a szakmunkás végzettséggel rendelkezők 9123 fővel, végül az általános iskolai végzettséggel nem rendelkezők 8094 fővel.

## Jövőbeli tervezett fejlesztések

### Tömegközlekedés
- Az elmúlt években többször felmerült a Thököly úti villamosvonalak (44, 67) újraindítása, és meghosszabbítása Újpalotáig, illetve a Rákóczi úti villamostengely visszaépítése. Mivel elvetették a 4-es metró Bosnyák tér–Újpalotáig történő meghosszabbítását, éppen ezért 2015. április 29-én a közgyűlés döntött a 44-es villamos újraindításáról, amellyel egyidőben a 67-es villamos Mexikói úti vágányait is felújítanák.[16]
- Évtizedek óta a tervek között szerepel a 2-es metró és a H8-as és H9-es HÉV Örs vezér téri összekötése. A tervek szerint új, földalatti állomás létesülne az Örs vezér téren, illetve új járművek érkeznének a vonalra, melyek a jelenleginél 20 méterrel hosszabbak, így elegendő kapacitást tudnának nyújtani az új vonalon. Az új szerelvények képesek lesznek a metró és a HÉV-vonalon is egyaránt közlekedni, illetve a vásárlásakor nem szükséges a metró vonalán külön munkálatokat végezni, mivel a peronok pont ennyire hosszúak. A metrónak teljesen új, földalatti szakasza épülne a Körvasútig, ahonnan már a felszínen közlekedne. Új állomás épülne Rákosfalván és a Körvasútnál is, majd innentől Sashalom, Thököly út, Mátyásföld, Jókai Mór utca és Mátyásföld Imre utca néven. A jelenlegi Örs vezér terén lévő metró- és HÉV-állomás, Rákosfalva, Nagyicce, Sashalom, Mátyásföld, repülőtér és Mátyásföld alsó megállóhelyek megszűnnének. Ez a fejlesztés több százezer ember életét könnyíthetné meg.[17]
- Az utóbbi években felmerült a 3-as villamos Árpád hídig való hosszabbítása, mellyel kiváltható lenne a 32-es busz. A villamos metrókapcsolata nem veszne el, mivel az 1-es metróra az új Kassai téri állomáson lehetne átszállni.[18]
- A fejlesztési tervek között szerepel az 1-es metró mindkét irányban történő meghosszabbítása: a Belvárosban a Vigadó térig, Zuglóban pedig Marcheggi hídig járna. A belvárosi meghosszabbítással a 2-es villamossal jobb kapcsolat létesülne. A zuglói fejlesztéssel új állomás épülne a Hungária körút alatt az 1-es villamos Kacsóh Pongrác úti megállójánál, mely szintén kedvezőbb kapcsolatot nyújt. A Marcheggi híd végállomáson átszállás létesülne a Budapest–Esztergom, Budapest–Vác–Szob, Budapest–Vácrátót–Vác vasútvonalra és a Körvasútra.[19]

## Politika

### A kerület vezetői
| Polgármester (1935-1950)           | Polgármester (1935-1950)       | Polgármester (1935-1950)       | Polgármester (1935-1950) |
| ---------------------------------- | ------------------------------ | ------------------------------ | ------------------------ |
| 1935–1938                          | dr. Schmaderer Oszkár          |                                |                          |
| 1942–1944                          | dr. Boros Pál                  |                                |                          |
| 1944–1945                          | dr. Hanzely József             |                                |                          |
| 1945–1946                          | Horváth Pál                    |                                |                          |
| 1946–1948                          | Karczag Géza                   |                                |                          |
| 1948–1949                          | Hajós György                   |                                |                          |
| 1949–1950                          | Nagy József                    |                                |                          |
| Tanácselnök (1950-1990)            |                                |                                |                          |
| 1950–1961                          | Varga Gyula                    |                                |                          |
| 1961–1963                          | Horváth Géza                   |                                |                          |
| 1963–1969                          | Paulov Iván                    |                                |                          |
| 1969–1980                          | Szávó Béla                     |                                |                          |
| 1980–1988                          | dr. Holl József                |                                |                          |
| 1988–1990                          | Pelyva György                  |                                |                          |
| Polgármester (1990-től napjainkig) |                                |                                |                          |
| Időszak                            | Név                            | Jelölő szervezet(ek)           | Megjegyzés               |
| 1990–1994                          | Kutalikné dr. Kardos Zsuzsanna | SZDSZ                          |                          |
| 1994–1998                          | Kutalikné dr. Kardos Zsuzsanna | SZDSZ                          |                          |
| 1998–2002                          | Kutalikné dr. Kardos Zsuzsanna | SZDSZ–MSZP                     |                          |
| 2002–2006                          | Rátonyi Gábor                  | Fidesz–MDF–MKDSZ               |                          |
| 2006–2010                          | Weinek Leonárd                 | SZDSZ–MSZP                     |                          |
| 2010–2014                          | Papcsák Ferenc                 | Fidesz–KDNP                    |                          |
| 2014–2019                          | Karácsony Gergely              | Együtt–PM                      |                          |
| 2019–2024                          | Horváth Csaba                  | Momentum-DK-MSZP-Párbeszéd-LMP |                          |
| 2024–                              | Rózsa András                   | Momentum                       |                          |

### A 2024-es önkormányzati választás eredménye
- A polgármester-választás eredménye[28]

| Jelölt neve    | Jelölő szervezet(ek) | Jelölő szervezet(ek)          | Szavazatok száma | Szavazatok aránya |
| -------------- | -------------------- | ----------------------------- | ---------------- | ----------------- |
| Rózsa András   |                      | Momentum                      | 20 317           | 36,61%            |
| Borbély Ádám   |                      | Fidesz – KDNP                 | 17 859           | 32,18%            |
| Horváth Csaba  |                      | DK – MSZP – Párbeszéd- ZÖLDEK | 11 862           | 21,37%            |
| Czeglédi János |                      | Mi Hazánk                     | 2758             | 4,97%             |
| Vida Attila    |                      | LMP – Zöldek                  | 2705             | 4,87%             |
| Összesen       |                      |                               | 55 501           | 100%              |

- A képviselőtestület-választás eredménye[29]

| Párt | Párt                                                                    | Mandátumok | Képviselő-testület | Képviselő-testület | Képviselő-testület | Képviselő-testület | Képviselő-testület | Képviselő-testület | Képviselő-testület | Képviselő-testület | Képviselő-testület | Képviselő-testület | Képviselő-testület | Képviselő-testület | Képviselő-testület | Képviselő-testület | Képviselő-testület |
| ---- | ----------------------------------------------------------------------- | ---------- | ------------------ | ------------------ | ------------------ | ------------------ | ------------------ | ------------------ | ------------------ | ------------------ | ------------------ | ------------------ | ------------------ | ------------------ | ------------------ | ------------------ | ------------------ |
|      | DK – Momentum – Párbeszéd- ZÖLDEK – Magyar Liberális Párt - Liberálisok | 11         | P                  |                    |                    |                    |                    |                    |                    |                    |                    |                    |                    |                    |                    |                    |                    |
|      | Fidesz – KDNP                                                           | 6          |                    |                    |                    |                    |                    |                    |                    |                    |                    |                    |                    |                    |                    |                    |                    |
|      | MKKP                                                                    | 2          |                    |                    |                    |                    |                    |                    |                    |                    |                    |                    |                    |                    |                    |                    |                    |
|      | Mi Hazánk                                                               | 1          |                    |                    |                    |                    |                    |                    |                    |                    |                    |                    |                    |                    |                    |                    |                    |
|      | Összefogás Zuglóért                                                     | 1          |                    |                    |                    |                    |                    |                    |                    |                    |                    |                    |                    |                    |                    |                    |                    |

### Országgyűlési képviselők
1990 és 2011 között a kerület két választókerülethez tartozott, a Budapest 21. és 22. számú választókerületekhez.
Régi Budapest 21. számú választókerület
- Magyar Bálint (SZDSZ) (1990–1994)
- Baráth Etele (MSZP) (1994–1998)
- Őry Csaba (Fidesz) (1998–2002)
- Baráth Etele (MSZP) (2002–2010)
- Papcsák Ferenc (Fidesz) (2010–2014)

Régi Budapest 22. számú választókerület
- Pető Iván (SZDSZ) (1990–1994)
- Pécsi Ildikó (MSZP) (1994–1998)
- Csiha Judit (MSZP) (1998–2010)
- Kulcsár József Ferenc (Fidesz) (2010–2014)

2011-től szintén két választókerülethez tartozik, a Budapest 8. és 13. számú választókerületekhez.
Budapesti 8. sz. országgyűlési egyéni választókerület:
- Tóth Csaba (MSZP, 2014–2022)
- Hadházy Ákos (független, 2022–)[33]

Budapesti 13. sz. országgyűlési egyéni választókerület:
- Szatmáry Kristóf (Fidesz, 2014–2022)
- Vajda Zoltán (MSZP, 2022–)[34]

## Fontosabb közterületek

### Utak

Varsó utca

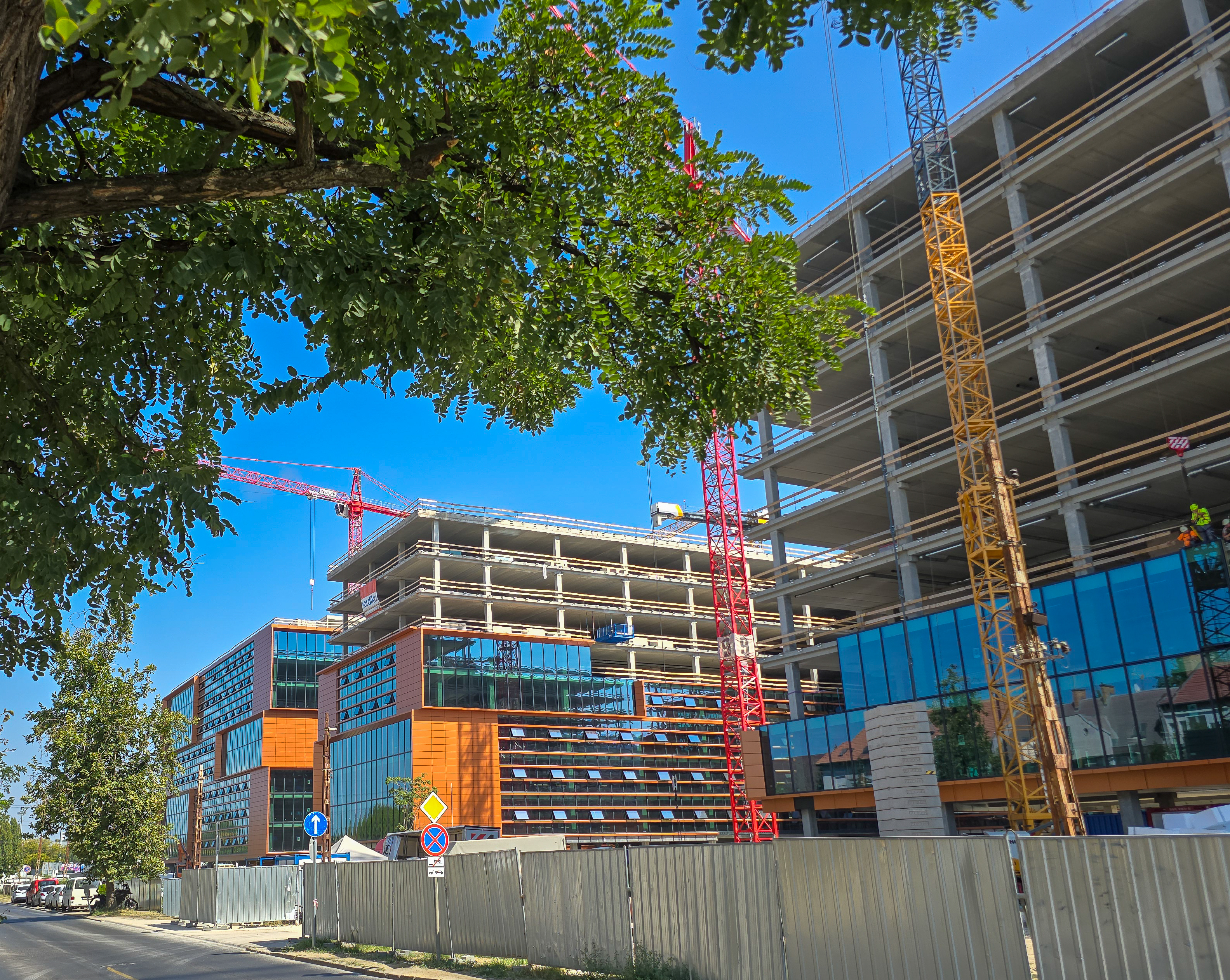
A zuglói irodanegyed építkezése 2024 szeptemberében

- Ajtósi Dürer sor
- Amerikai út
- Cinkotai út
- Csömöri út
- Dózsa György út
- Egressy út
- Erzsébet királyné útja
- Fogarasi út
- Füredi utca
- Fűrész utca
- Gvadányi utca
- Hermina út
- Hungária körút
- Kacsóh Pongrác út
- Kerepesi út
- Mexikói út
- Miskolci út
- Mogyoródi út
- Nagy Lajos király útja
- Ond vezér útja
- Öv utca
- Rákospatak utca
- Róna utca
- Stefánia út
- Szentmihályi út
- Szugló utca
- Thököly út
- Vezér utca

### Terek
- Bosnyák tér
- Egressy tér
- Hősök tere
- Kassai tér
- Limanova tér
- Örs vezér tere (északi oldala)
- Ötvenhatosok tere
- Rózsavölgyi tér
- Újvidék tér
- Wass Albert tér

## Jelentős, és fontos épületek
- Zuglói Önkormányzat Polgármesteri Hivatala (1145 Pétervárad u. 2.)[35]

### Múzeumok, kulturális látnivalók, szórakozás
- Fővárosi Állat- És Növénykert
- Fővárosi Nagycirkusz
- Szépművészeti Múzeum
- Műcsarnok

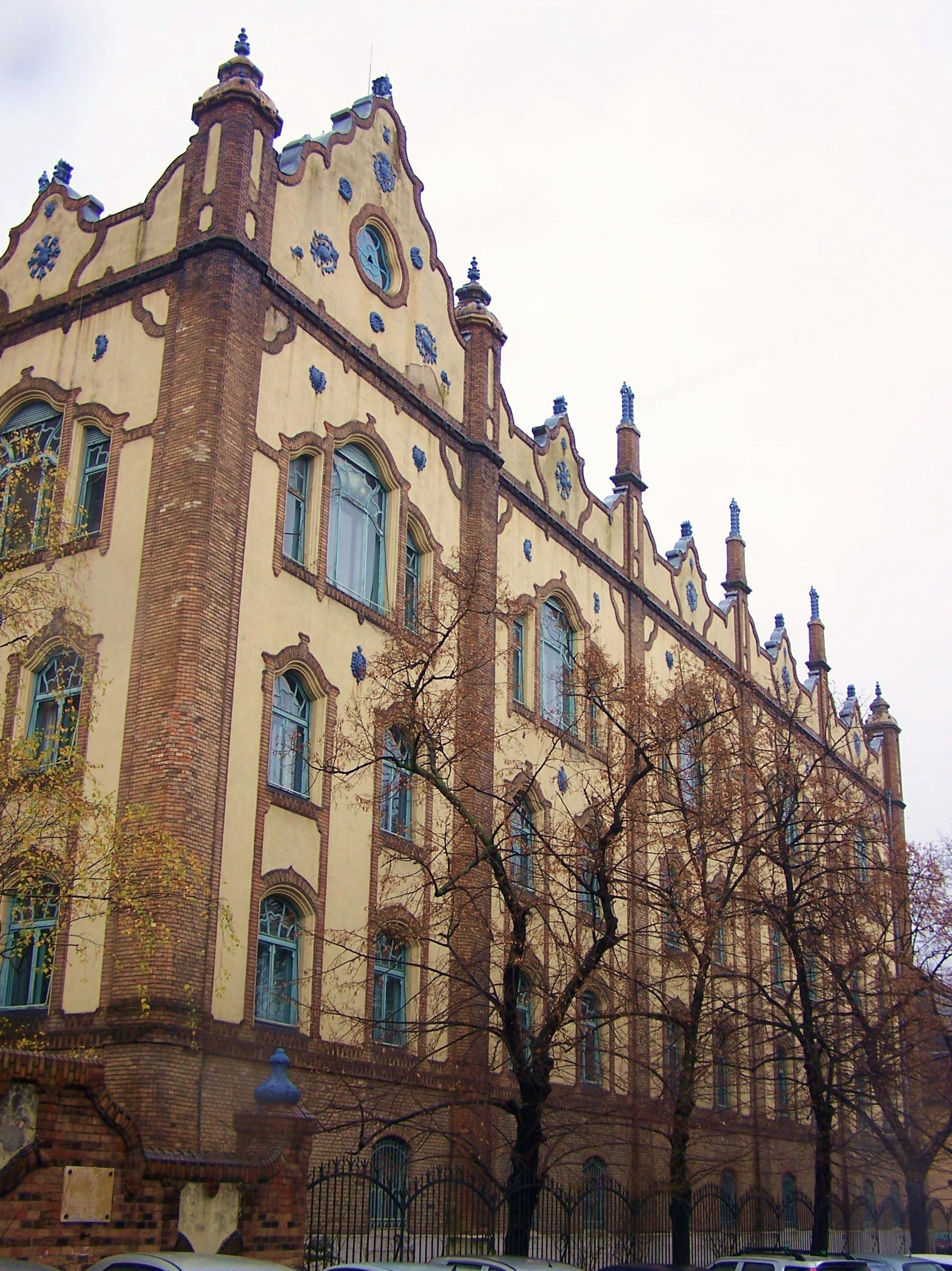
A Földtani Intézet a Stefánia úton

- A Városligeti Vajdahunyad vára ad helyet a Magyar Mezőgazdasági Múzeumnak.
- Közlekedési Múzeum
- Magyar Állami Földtani Intézet (tervezte Lechner Ödön)
- Magyar Vasúttörténeti Park

### Sportlétesítmények

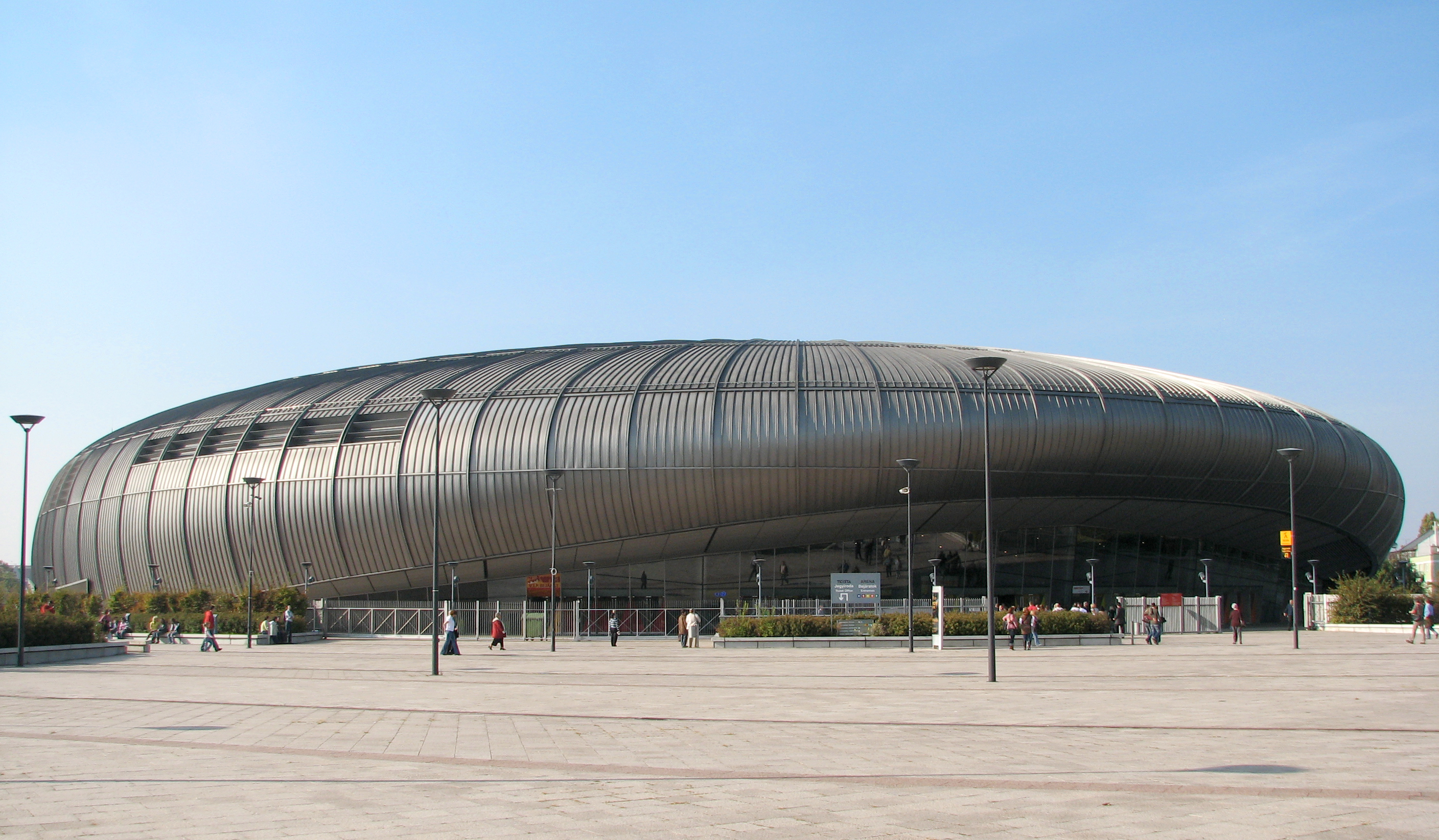
Papp László Sportaréna

A Budapesti Olimpiai Központ területén:
- Puskás Ferenc Stadion (2002-ig Népstadion) (1953–2016)
- Puskás Aréna (2019–)
- Millenáris Sporttelep (régi nevén Székesfővárosi Millenáris Sporttelep)
- Kisstadion
- Gyakorló Jégcsarnok (gyakran csak Jégcsarnok)
- Nemzeti Sportcsarnok
- BOK Sportcsarnok

Egyéb létesítmények a kerületben:
- Papp László Budapest Sportaréna
- Városligeti Műjégpálya
- BVSC-Zugló (Szőnyi úti és Tatai úti sporttelep)
- Postás Sport Egyesület (Róna utca)[36]
- Lantos Mihály Sportközpont (MTK Sporttelep)
- Kövér Lajos utcai Sporttelep
- A Zuglói Sport Centrum épülete a Szugló és a Kövér Lajos utca sarkán említést érdemel. A szépen felújított ipari műemlék régen jéggyár volt.
- Budapest Sportcsarnok (1982–1999)

### Művelődési házak
- Stefánia Palota és Honvéd Kulturális Központ[37]
- Petőfi Csarnok (Elbontották 2017-ben)
- Lipták Villa (egykor Zeg-Zug Zuglói Gyermekház)[38] Pákozdi Antal Úttörőház
- Cserepesház[39] Vezér u 28/b
- Civil ház, Csertő park 12.
- Liget Galéria
- Zuglói Ifjúsági Centrum, Uzsoki utca 57. (a Szabó Ervin könyvtár emelete)
  - Az utolsó 5 egyesült 2012-ben Zuglói Cserepes Non-Profit Kulturális Közhasznú Kft. néven.

### Kórházak
- Bethesda Gyermekkórház[40]
- Uzsoki Utcai Kórház[41]
- Mazsihisz Szeretetkórház[42]

### Könyvtárak
- Civil-ház könyvtár; 1148 Padlizsán utca 11-13.
- Fővárosi Szabó Ervin Könyvtár;  Csertő Park 10. (A Rákosfalva park 1-3.-ból ideiglenesen átköltözött)
- Fővárosi Szabó Ervin Könyvtár; 1145 Bosnyák utca 1/a
- Fővárosi Szabó Ervin Könyvtár; 1145 Uzsoki utca 57.
- Stefánia Kulturális Központ könyvtár; 1143 Stefánia út 34.

### Fürdők, strandok

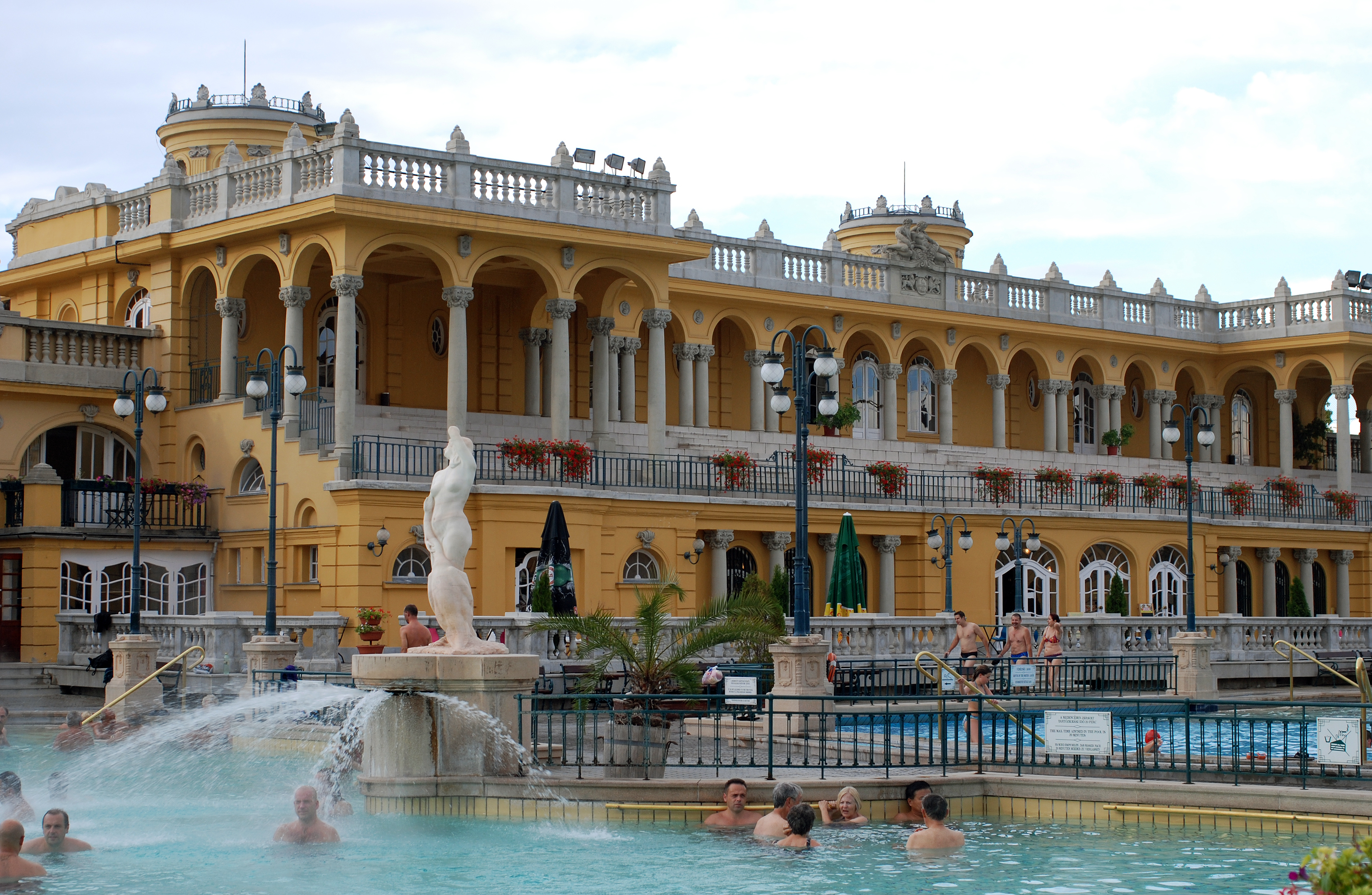
Széchenyi gyógyfürdő

- Széchenyi gyógyfürdő
- Paskál Strandfürdő

### Egyházi épületek, templomok

Hermina út 19. Ferences Mária Missziós Nővérek temploma, 1957

- Zoborhegy téri Regnum Marianum Magyarok Nagyasszonya templom és közösségi ház (1141 Budapest,

Zoborhegy tér 18.)
- Herminamezői Kassai téri Szentlélek templom
- Rákosfalvi Szent István király templom
- Zuglói Bosnyák téri Páduai Szent Antal templom
- Budapest-Zuglói Egyházközség temploma (Református egyház)
- Hermina-kápolna
- Hermina úti rendház Ferences Mária Missziós nővérek temploma (fehér apácák temploma) (Hermina út 19.)
- Rózsafüzér Királynéja Plébániatemplom (Thököly út)
- Városligeti Vajdahunyad vár Szent László Jáki kápolna
- Budapest-Baross téri Református Egyházközség temploma
- Zuglói Evangélikus Egyházközség temploma
- Thököly úti zsinagóga
- Amerikai úti zsinagóga (a Mazsihisz Szeretetkórházában)

## Oktatási intézmények

### Felsőfokú oktatási intézmények
- BGF Pénzügyi és Számviteli Kar[43]
- Budapesti Metropolitan Egyetem[44]
- Evangélikus Hittudományi Egyetem[45]
- Mantra Alternatív Természettudományi Szabadegyetem[46]
- SZIE Ybl Miklós Építéstudományi Kar[47]
- Kodolányi János Egyetem Médiacentrum (Itt Kommunikáció és Médiatudomány szakos hallgatók televíziózás gyakorlati tudnivalókat sajátíthatnak el.)
- Magyar Táncművészeti Egyetem

### Középfokú oktatási intézmények

A Horvát Óvoda, Általános Iskola, Gimnázium és Kollégium (HOŠIG) épületének részlete (bal szélen Knezić Károly mellszobra látható)

- Álmos vezér Gimnázium és Általános Iskola (székhely) 1141 Álmos vezér tér 9.
- Bokányi Dezső Építőipari és Díszítőművészeti Szakképző Iskola 1149 Várna u. 21/b.
- Egressy Gábor Kéttannyelvű Műszaki Szakközépiskola 1149 Egressy út 71.
- ELTE Radnóti Miklós Gyakorlóiskola 1146 Cházár András utca 10.[48]
- Európa 2000 Közgazdasági, Idegenforgalmi és Informatikai Középiskola 1143 Gizella út 42-44.
- Horvát Tanítási Nyelvű Gimnázium 1144 Kántorné sétány 1-3.
- Budapesti Komplex Szakképzési Centrum Kaesz Gyula Faipari Technikum és Szakképző Iskola 1149 Egressy út 36.[49]
- Neumann János Számítástechnikai Szakközépiskola 1144 Kerepesi út 124.
- BMSZC Petrik Lajos Két Tanítási Nyelvű Vegyipari, Környezetvédelmi és Informatikai Szakgimnáziuma[50] 1146 Thököly út 48-54.
- Scheiber Sándor Gimnázium és Általános Iskola 1145 Laky Adolf utca 38-40.
- Sylvester János Protestáns Gimnázium 1149 Pillangó park 3-5.[51]
- Szent István Gimnázium 1146 Ajtósi Dürer sor 15.[52]
- Szent István Király Zeneművészeti Szakközépiskola és Alapfokú Művészetoktatási Intézmény 1145 Columbus u. 11.[53]
- Teleki Blanka Gimnázium 1146 Ajtósi Dürer sor 37.
- Varga Márton Kertészeti és Földmérési Szakképző Intézet 1149 Mogyoródi út 56-60.
- Wesselényi Miklós Műszaki Szakközépiskola és Szakmunkásképző 1149 Várna u. 23.

### Általános iskolák
- Arany János Általános Iskola és Alapfokú Művészetoktatási Intézmény[54]
- Álmos Vezér Gimnázium és Általános Iskola
- Csanádi Árpád Általános Iskola
- Heltai Gáspár Általános Iskola
- Herman Ottó Általános Iskola[55]
- Horvát Óvoda, Általános Iskola
- Hunyadi János Általános Iskola
- Jókai Mór Általános Iskola
- József Attila Általános Iskola
- Kaffka Margit Általános Iskola
- Liszt Ferenc Általános Iskola
- Dr. Mező Ferenc Általános Iskola
- Móra Ferenc Általános Iskola
- Munkácsy Mihály Általános Iskola és Alapfokú Művészetoktatási Intézmény
- Németh Imre Általános Iskola
- Ovisuli Budapest
- Széchenyi István Általános Iskola
- Dr. Török Béla Nagyothallókat Oktató Általános Iskola
- Városligeti Magyar- Angol Két Tanítási Nyelvű Általános Iskola.[56]
- Zuglói Benedek Elek Egységes Gyógypedagógiai Módszertani Intézmény
- Zuglói Hajós Alfréd Magyar-Német Két Tanítási Nyelvű Általános Iskola

### Óvodák
A kerület a következő óvodákat tartja fent:
- Aprófalva Óvoda 1148 Bp., Bánki D. park 12/G.
- Bóbita Óvoda 1147 Bp., Ilosvai u. 118.[57]
- Cseperedő Óvoda 1148 Bp., Lengyel u. 21.
- Csicsergő Óvoda 1149 Bp., Fráter György tér 12.
- Herminka Óvoda 1143 Bp., Ida u. 6. – 1145 Bp., Erzsébet királyné útja 17.[58]
- Hétszínvirág Óvoda 1141 Bp., Egressy út 182.[59]
- Játékszín Óvoda 1144 Bp., Tipegő u. 3-5.
- Kerékgyártó Óvoda 1147 Bp., Kerékgyártó u. 35-39.
- Kincskereső Óvoda 1148 Bp., Nagy Lajos. király útja 92. - 1145 Bp., Szugló u. 75.
- Mályva Óvoda 1141 Bp., Mályva tér 12.
- Meseház Óvoda 1143 Bp., Őrnagy u. 11. - Egressy út 1/F.
- Mókavár Óvoda 1142 Bp., Róna park 5-7.
- Napköziotthonos Óvoda 1146 Bp., Dózsa Gy. u. 25.
- Napraforgó bölcsőde és angol-magyar alapítványi óvoda 1147 Bp., Pósa L. u. 61.[60]
- Napraforgó Óvoda 1145 Bp., Újvidék sétány 2. - Emma u. 18.[61]
- Napsugár Óvoda 1144 Ond v. sétány 9-11.
- Narancs Óvoda 1144 Bp., Gvadányi u. 40-42.
- Óperenciás Óvoda 1148 Bp., Bolgárkertész u. 12.
- Örökzöld Óvoda 1142 Bp., Ungvár u. 24/A.
- Pöttöm Park Óvoda 1144 Bp., Újváros park 1.
- Rózsavár Óvoda 1141 Bp., Rózsavölgyi tér 4.
- Tücsöktanya Óvoda 1147 Bp., Ilosvai tér 21.
- Tündérkert Óvoda 1144 Bp., Kántorné sétány 9.
- Zuglói Tihany Óvoda 1141 Bp., Tihany tér 39.
- Zöld Lurkók Óvoda 1144 Bp., Füredi park 6.

### Speciális célú oktatási intézmények
- Vakok Óvodája, Általános Iskolája, Speciális Szakiskolája, Egységes Gyógypedagógiai Módszertani Intézménye, Diákotthona és Gyermekotthona[62]
- Zuglói Benedek Elek Egységes Gyógypedagógiai Módszertani Intézmény[63]
- Hallássérültek Tanintézete, Hallássérültek Óvodája, Általános Iskolája, Speciális Szakiskolája, Egységes Gyógypedagógiai, Módszertani Intézménye, Diákotthona (Budapest, 1147 Cinkotai u. 125-137)[64]

## Lebontott, lerombolt épületek, építmények
- A Városligetben állt egykoron a Regnum Marianum templom, melyet 1951-ben leromboltak. Helyén a Tanácsköztársaság emlékműve állt. 2000. november 5. óta egy fakereszt emlékeztet az egykori templomra.

### Eltűnt uszodák
- ELTE uszoda (Ajtósi Dürer sor)
- Zuglói Ifjúsági Park, később Zuglói Sportcentrum (Bosnyák téri tanuszoda)

### Eltűnt futballpályák
- Sütőipar focipálya (Pillangó utca) helyén ma a Fogarasi Tesco gazdasági bejárata van.
- Emergé-pálya a Dózsa György úton
- Az IKV pálya (Róna utca) helyén az Uzsoki kórház új épületei kaptak helyet.
- A Hajtsár úti pálya az I. világháború idején az Újpest mérkőzéseinek is otthont adott. A pálya a kisföldalatti Mexikói-úti állomása közelében lehetett.
- Nova-pálya
- Postás pálya (régi lóversenytér)
- Telefongyár-Siemens pálya. Jelenleg önkormányzati kezelésben van; civil kezdeményezésre felújították.
- A Zuglói Porcelán (Öv utca) pályája
- Zuglói Ifjúsági Park edzőpálya, később a teljes Zuglói Sportcentrum (Bosnyák tér)

## Média
- Zugló TV
- Zuglói Lapok (a kerületi önkormányzat havonta 71 ezres példányszámban megjelenő ingyenes újsága)

## Híres zuglóiak
- Alpár Gitta operaénekes • (1930-as évek) • Uzsoki utca 34/a.
- Asboth Oszkár aviatikus • (1920-as évek) • Gyarmat utca 7/c.
- Babits Mihály költő, író, műfordító • (1901–1905) • Dózsa György út 11.
- Bächer Mihály zongoraművész és Bächer Iván, író, újságíró • (1971–1986) • Ajtósi Dürer sor 5.
- Bajor Gizi színész • (1926–1929) • Ida utca 2. • (1929–1932) • Stefánia út 71. (akkor 39.)
- Bán Frigyes filmrendező • Róna utca 171.
- Bánhidy Antal repülőgép-tervező • Amerikai út 44.
- Deák Ferenc államférfi, politikus • (1875) • Ajtósi Dürer sor 19-21.
- Fejtő Ferenc történész, kritikus, író • (1933–34) • Limanova tér 1.
- G. Dénes György költő, dalszövegíró, zeneszerző • Columbus utca 64.
- Gyurkovics Tibor költő, író, pszichológus • Rákosfalva
- Hajnal Anna költő • Stefánia út 61.
- Hamvas Béla író, filozófus • (1945–1968) • Erzsébet királyné útja 11.
- Huszárik Zoltán filmrendező • Columbus utca 38.
- Illés György operatőr • (1914–2006) • Róna utca 171.
- József Attila költő • (1933–1936) • Korong utca 6.
- Karinthy Frigyes író, költő, műfordító • Thököly út 95.
- Kemény Gábor pedagógus • (1934–1948) • Erzsébet királyné útja 11.
- Keresztes Ildikó énekesnő, színésznő
- Keszi Imre író • Stefánia út 61.
- Laky Adolf (1829–1910) ötvösművész • a mai Laky Adolf utcában volt nyaralója
- László Fülöp festőművész • Zichy Géza utca 10.
- Latabár Kálmán színész • (1902-1970) • Dózsa György út 17.
- Nagy László költő, műfordító és Szécsi Margit költő • (1960-1967) • Angol utca 16. (akkor Derkai utca)
- Puskás Ferenc labdarúgó, az Aranycsapat kapitánya, A Nemzet Sportolója • (1954–1956) • Columbus utca 57/a.
- Rákosi Mátyás kommunista politikus • (1945–1949) • Szabó József utca 25. (egy elkobzott villában)
- Sarkadi Imre író • (1949–1961) • Thököly út 85.
- Simon Géza Gábor zene- és hanglemeztörténész • (1950-1958) • Utász utca 4; (1958-2000) • Kalapács utca 14.
- Szép Ernő költő, író, újságíró • Thököly út 85.
- Takács József labdarúgó • Czobor utca 107.
- Talmácsi Gábor (motorversenyző) 2007-es világbajnok, kétszer elnyerte az év zuglói polgára díjat. • Szugló utca
- Tisza István, (1861–1918) miniszterelnök • Hermina út 45
- Tornai Gyula festőművész • Jávor utca 5/b
- Tóth Árpád költő, műfordító • (1912–1915) • Dózsa György út 11.
- Törzs Jenő színész • Stefánia út 71.
- Zelk Zoltán költő • 20 éven át • Balázs utca 24., majd Columbus utca 54/b.
- Zenthe Ferenc színész • (1970-es évek) • Amerikai út 59.

## Testvérvárosok
- Alsórákos, Románia, Erdély[65]
- Racibórz, Lengyelország
- Berlin Steglitz-Zehlendorf kerülete, Németország
- Veliko Tarnovo, Bulgária
- Csolpon-Ata, Kirgizisztán
- Csíkcsicsó, Románia, Erdély
- Opava, Csehország
- Ordu, Törökország

## Légifotó galéria

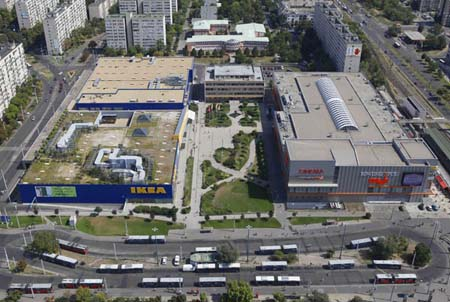
Légifotó az Örs vezér teréről
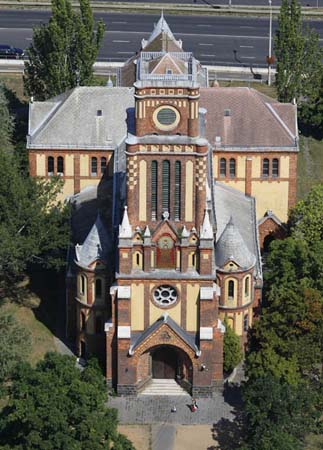
A Kassai téri templom
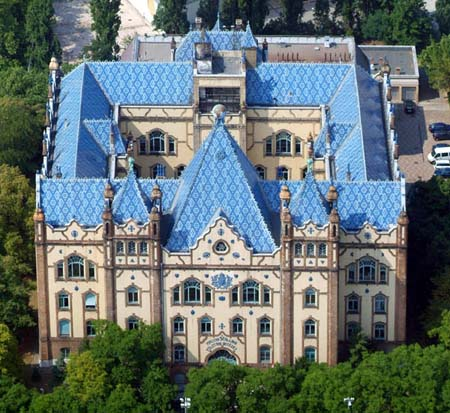
A Földtani Intézet a levegőből
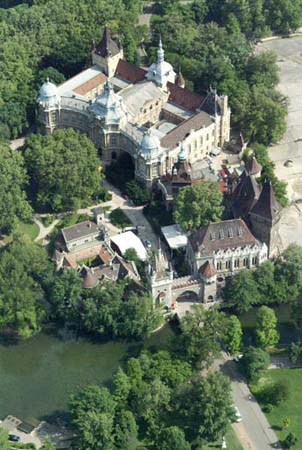
A Vajdahunyad vára légifotón
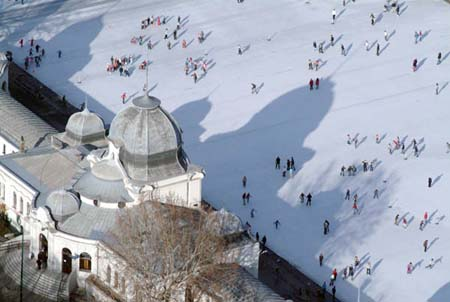
A Műjégpálya légifotón
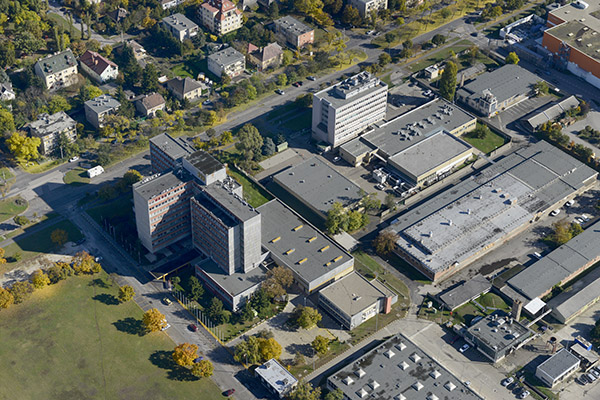
Katasztrófavédelem főigazgatóság, Róna utca - Mogyoródi út kereszteződés
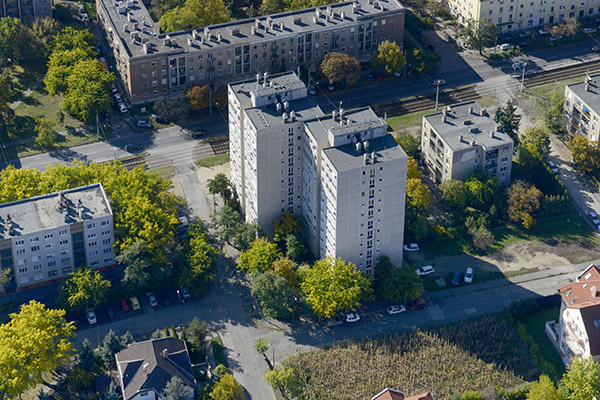
Nagy Lajos király útja - Bonyhádi út kereszteződés
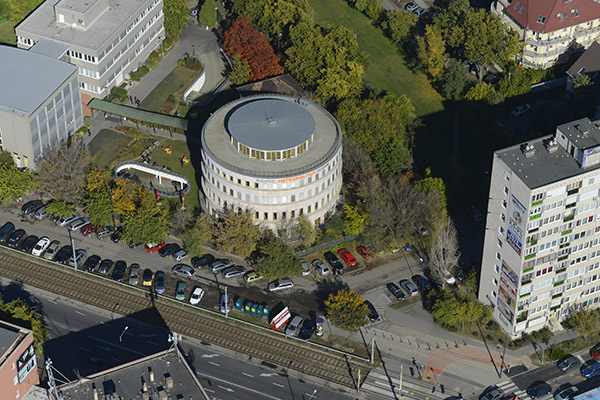
Budapesti Metropolitan Egyetem
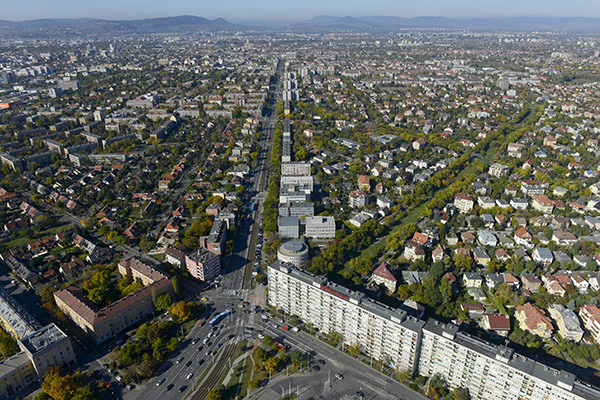
Nagy Lajos király útja
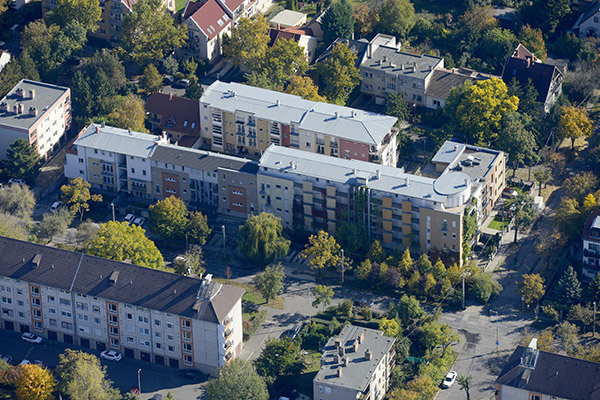
Mogyoródi út - Csernyus utca kereszteződés
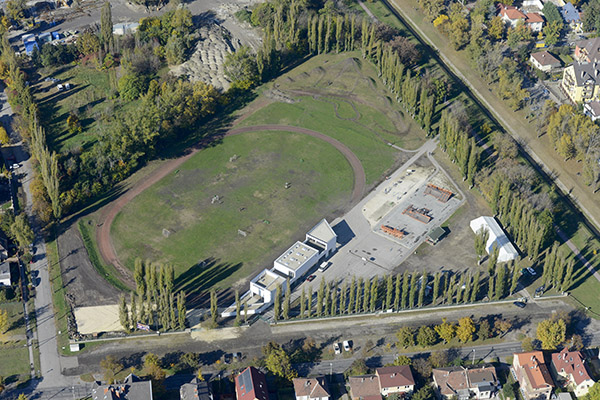
Mogyoródi úti sportpálya
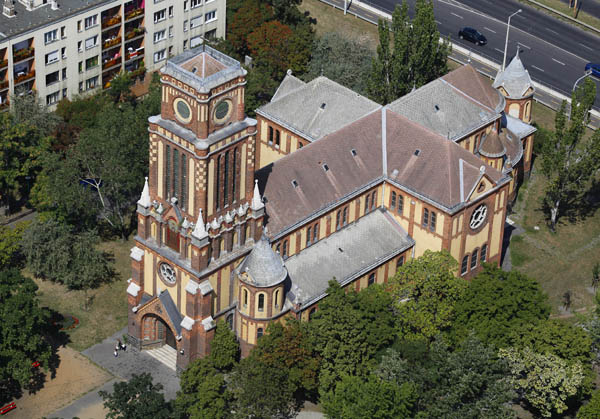
Herminamezői Szentlélek-templom, Kassai tér
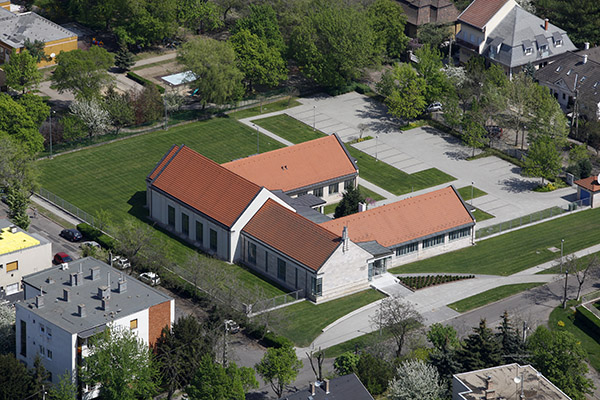
Az Utolsó Napok Szentjeinek Jézus Krisztus Egyháza, Tihany tér
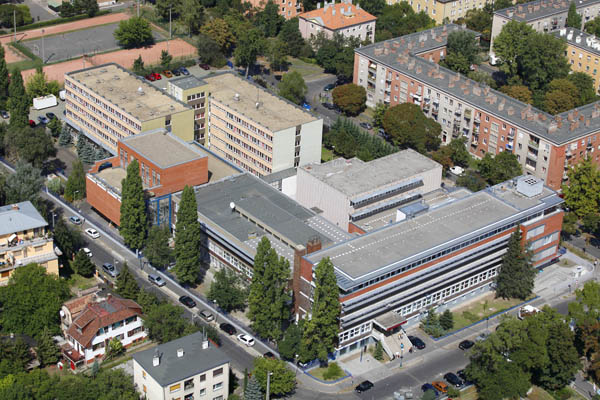
Budapesti Gazdasági Egyetem - PSZK
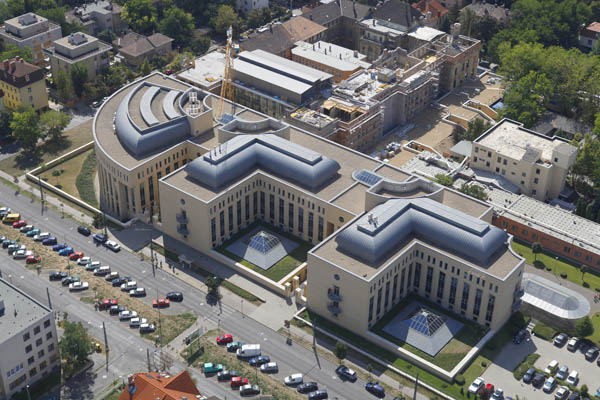
Uzsoki kórház, Róna utca